# ۹ روباه
۹ روباه یک ستاره است که در صورت فلکی روباهک قرار دارد.